# Tomakivský rajón
Tomakivský rajón (ukrajinsky Томаківський район) byl rajón v Dněpropetrovské oblasti na Ukrajině. Hlavním městem byla Tomakivka a rajón měl přibližně 25 tisíc obyvatel. 

## Sídla v rajónu
- Tomakivka